# لا پنه
لا پنه (به فرانسوی: La Penne) یک کامین در فرانسه است که در Canton of Puget-Théniers واقع شده‌است.

## خصوصیات
لا پنه ۱۸٫۰۸ کیلومترمربع مساحت و ۳۰۲ نفر جمعیت دارد و ۸۰۰ متر بالاتر از سطح دریا واقع شده‌است.